# Condado de Noroña
El condado de Noroña es un título nobiliario español, creado el 16 de noviembre de 1706 por el rey Felipe V, para Pedro de Nava y Noroña. El real despacho fue expedido el 21 de noviembre de 1792 a favor del segundo titular, Gaspar María de Nava Álvarez de las Asturias y Alzaga.

## Condes de Noroña
(Lista incompleta)
|                                 | Titular                                               | Periodo               |
| Creación por Felipe V           | Creación por Felipe V                                 | Creación por Felipe V |
| ------------------------------- | ----------------------------------------------------- | --------------------- |
| I                               | Pedro de Nava y Noroña                                | 1706- ?               |
| II                              | Gaspar María de Nava Álvarez de las Asturias y Alzaga | 1760-1816             |
| III                             | ...                                                   | 1816- ?               |
| IV                              | Antonio María Lamo de Espinosa y Palavicino           |                       |
| Rehabilitación por Alfonso XIII |                                                       |                       |
| V                               | Javier Lamo de Espinosa y de la Cárcel                | 1916-1929             |
| VI                              | Antonio Lamo de Espinosa y de la Cárcel               | 1929-1933             |
| VII                             | Pedro Lamo de Espinosa y del Portillo                 | 1933-1934             |
| VIII                            | María del Carmen Lamo de Espinosa del Portillo        | 1935- 1950            |
| IX                              | Enrique María Trenor y Lamo de Espinosa               | 1953-2017             |
| X                               | María de las Mercedes Noguera y Squella               | 2022-hoy              |

## Historia de los condes de Noroña
- Pedro de Nava y Noroña, I conde de Noroña.[1]

- Gaspar María de Nava Álvarez de las Asturias y Alzaga, (Castellón de la Plana, 6 de mayo de 1760-Madrid, 9 de diciembre de 1816), II conde de Noroña, militar, embajador de España en Suiza y en San Petersburgo, conocido sobre todo por sus obras literarias (poemas, dramas, etc.). Era hijo de Gaspar de Nava y Álvarez de Noroña.

Casó el 11 de enero de 1800 con María de África O'Doyle Molina.
- III conde o condesa:

- Antonio María Lamo de Espinosa y Palavicino, IV conde de Noroña.

Casó con Virginia de la Cárcel y González Estófani. Sucedió su hijo que rehabilitó el título:
Rehabilitación en 1916
- Javier Lamo de Espinosa y de la Cárcel Palavicino (Valencia, 1856-5 de febrero de 1929), V conde de Noroña.[4] Era hijo de Antonio María L

Casó con Clara Galiana y Garcías. Sin descendientes. Le sucedió su hermano:
- Antonio Lamo de Espinosa y de la Cárcel,(1862-1 de octubre de 1933), VI conde de Noroña, teniente de caballería.[5]

Casó con María del Portillo y Rovira. Padres de Pedro y de María del Carmen Lamo de Espinosa y del Portillo. Le sucedió su hijo:
- Pedro Lamo de Espinosa y del Portillo (m. 1 de abril de 1934), VII conde de Noroña.[6] Sucedió su hermana:

- María del Carmen Lamo de Espinosa y del Portillo (d.1950), VIII condesa de Noroña.[7]

Casó con Enrique Trenor y Despujol, II conde de la Vallesa de Mandor. Le sucedió su hijo:
- Enrique María Trenor y Lamo de Espinosa (m. Valencia, 1 de octubre de 2017), IX conde de Noroña,[8] III conde de la Vallesa de Mandor, II conde de Montornés. Sin desdendencia, sucedió:

- María de las Mercedes Noguera y Squella, X condesa de Noroña.[9]